# Wang Fan (voleibolista)
Wang Fan (27 de janeiro de 1994) é uma jogadora de vôlei de praia chinesa.

## Carreira
Nos Jogos Olímpicos de Verão de 2016 ela representou  seu país ao lado de Yue Yuan, caindo nas oitavas-de-finais.

## Títulos e resultados
- Future de Fuzhou do Circuito Mundial de 2024
- Future de Liubliana do Circuito Mundial de 2022
- 4* de Chetumal do Circuito Mundial de 2020
- 2* de Zhongwei do Circuito Mundial de 2019
- 3* de Lucerna do Circuito Mundial de 2018
- 1* de Sydney do Circuito Mundial de 2018
- 1* de Nanjing do Circuito Mundial de 2018
- 3* de Xiamen do Circuito Mundial de 2017
- Challenge de Chiang Mai do Circuito Mundial de 2023
- 3* de Sydney do Circuito Mundial de 2019